# Quercus lusitanica
Quercus lusitanica es una especie de roble emparentada con los quejigos: de nombre polémico,[¿Por qué?] que habita en Galicia (concretamente, en Carnota en La Coruña), centro y sur de Portugal y provincias de Cádiz y Málaga (Parque natural de Los Alcornocales) y Rif norteafricano; es un arbusto que alcanza a lo sumo 2 m de altura y tiene las hojas como un quejigo, pero con un peciolo muy corto, de menos de 4 mm, que a veces pierden el pelo de la cara posterior, de las hojas. Recibe el nombre de quejigueta y se cría en los matorrales y colinas de clima suave, frecuentemente sobre suelos arenosos y en ambiente de alcornocal.

## Descripción
Es un arbusto estolonífero que raramente supera los 3 m de altura y que frecuentemente no pasa de ser una mata de 30 cm de altura; la corteza ceniciento-blanquecina, lisa; ramitas tomentosas o glabrescentes y en tal caso de color castaño; yemas 1,5-3 mm, pubescenteso glabras, con escamas cilioladas. Hojas 2,5-12 × 1,2-5 cm, subcoriáceas, marcescentes, de elípticas a elíptico-obovadas, enteras en el 1/3-1/2 basal,dentado-lobadas en los 1/2-2/3 superiores, las jóvenes tomentosas, las adultasverde-oscuras y glabrescentes por el haz y ± cenicientas, con tomento corto, por el envés; nervios secundarios 5-8(9) pares; sin nervios sinuales; pecíolo1-3,5(5) mm, tomentoso. Amentos masculinos 3-5 cm, de raquis hirsuto, glabrescente; perianto de lóbulos obtusos, pubescentes. Estilos cortos y erectos,bruscamente dilatados en estigmas gruesos truncados en el ápice. Aquenio de 10-16 × 8-12 mm, de color castaño, sésil o con pedúnculo de hasta 15 mm, rígido y tomentoso; cúpula 7-12 × 10-18 mm, de escamas ovado-triangulares, tomentosas,las inferiores generalmente gibosas.

## Distribución y hábitat
Se encuentra entre alcornocales o pinares y matorrales, sobre suelos silíceos, sobre todo en los suelos arenosos y zonas de clima suave; a una altitud de hasta 600 metros en la península ibérica y Marruecos. Andalucía occidental; C y S de Portugal, franja occidental, penetrando por el valle del Tajo hasta el S de la Beira Baixa; muy rara en Galicia.

## Propiedades
Las agallas son astringentes, y fueron utilizadas en casos de disentería crónica, diarrea, hemorragias pasivas, y en casos de envenenamiento por estricnina, veratrina, y otros alcaloides vegetales.

## Taxonomía
Quercus lusitanica fue descrita por  Jean-Baptiste Lamarck y publicado en Encyclopédie Méthodique, Botanique 1: 719. 1785.
Citología
Número de cromosomas de Quercus lusitanica (Fam. Fagaceae) y táxones infraespecíficos: 2n=24
Etimología
Quercus: nombre genérico del latín que designaba igualmente al roble y a la encina.
lusitanica: epíteto geográfico que alude a su localización en Lusitania.
Sinonimia
- Quercus aegilopifolia Boiss. ex Endl.
- Quercus aegylopifolia Boiss. ex A.DC.
- Quercus australis Link
- Quercus baetica H.Buek
- Quercus brachycarpa Kotschy ex A.DC.
- Quercus faginea subsp. lusitanica (Lam.) Maire
- Quercus faginea f. macrobalanus (Sennen ex A.Camus) F.M.Vázquez
- Quercus faginea var. macrobalanus Sennen ex A.Camus
- Quercus fruticosa Brot.
- Quercus glauca Bosc ex Loisel.
- Quercus humilis Lam.
- Quercus muricata Palau ex Willk. & Lange
- Quercus ovalifolia Bosc ex Pers.
- Quercus prasina Bosc ex Endl.
- Quercus quexigo Cook ex Willk. & Lange
- Quercus rigida K.Koch ex A.DC.
- Quercus undulata K.Koch
- Quercus valentina Cav.
- Quercus zang Dippel[6][7]

## Nombres comunes
- Castellano: cajido, cajigo, encina de bellotas gruesas, mesto, quejigeta, quejigo (7), quejigueta, quexigo, rebollo, roble, roble albar, roble andaluz, roble bravío carrasqueño, roble carrasqueño (3), roble casio, roble enciniego, roble que lleva las nueces de agallas, roble quejigo (3), robleda portuguesa, robledilla (3), roulilla.[8]

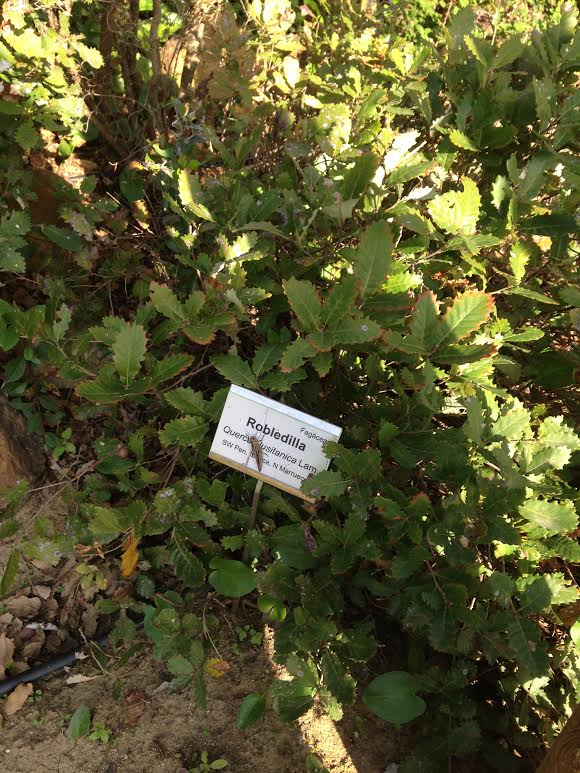
Robledilla o quejigueta en el Jardín Botánico El Aljibe